# 托西恰
托西恰（義大利語：Tossicia），是意大利泰拉莫省的一个市镇。总面积25平方公里，人口1467人，人口密度58.7人/平方公里（2009年）。ISTAT代码为067045。